# Maurice de Mercx

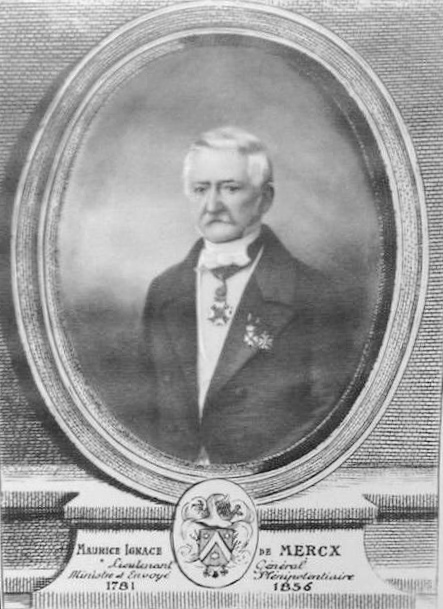
Maurice de Mercx

Baron Maurice Ignace Marie Joseph de Mercx (Brussel, 16 februari 1781 - aldaar, 16 augustus 1856) was een Belgisch generaal en diplomaat.

## Biografie
Maurice de Mercx was een zoon van Louis de Mercx, voorzitter van het Hoog Gerechtshof in Brussel en raadgever van de Oostenrijkse keizer, en Marie-Anne Piéret. Hij was een broer van generaal Édouard de Mercx de Corbais. Hij trouwde in 1816 in Antwerpen met Isabelle van den Nest (1787-1834). Ze kregen vier dochters en waren de grootouders van Charles Serweytens.
In 1800 trad hij als cadet in dienst bij het ulanenregiment van Maximilian von Merveldt. Na zich onderscheiden te hebben in de Slag bij Hohenlinden op 18 december 1800, onder het oog van aartshertog Johan, werd hij ter plekke bevorderd tot tweede luitenant. In 1804 werd hij luitenant, in 1809 kapitein en datzelfde jaar ook eskadronscommandant.
Na deelgenomen te hebben aan alle veldtochten van 1800 tot 1814 in Oostenrijkse dienst en daarbij herhaaldelijk gewond te zijn geraakt, trad hij na de overgave van Parijs op 18 september 1814 in dienst van het Verenigd Koninkrijk der Nederlanden. Hij werd benoemd tot majoor bij het 5e regiment lichte Belgische dragonders onder bevel van generaal-majoor Jean-Baptiste van Merlen, en de 2e brigade lichte cavalerie. Hij onderscheidde zich tijdens de Slag bij Waterloo en werd op 2 september 1815 bevorderd tot luitenant-kolonel. In 1825 volgde zijn benoeming tot kolonel en kreeg hij het bevel over het 2e regiment kurassiers.
In 1830 trad hij in dienst van het pas ontstane Koninkrijk België en werd hij door de regent op 3 april 1831 benoemd tot generaal-majoor en lid van de Hoge Militaire Raad. In augustus van datzelfde jaar benoemde koning Leopold I hem, die hem als militair raadgever had aangesteld, tot gevolmachtigd minister in Berlijn. Op zijn verzoek keerde hij terug naar België om zijn plaats in de Hoge Militaire Raad te hervatten. In 1841 werd hij bevorderd tot luitenant-generaal met behoud van zijn functies, en in 1845 ging hij met pensioen.